# Eugen Fraenkel

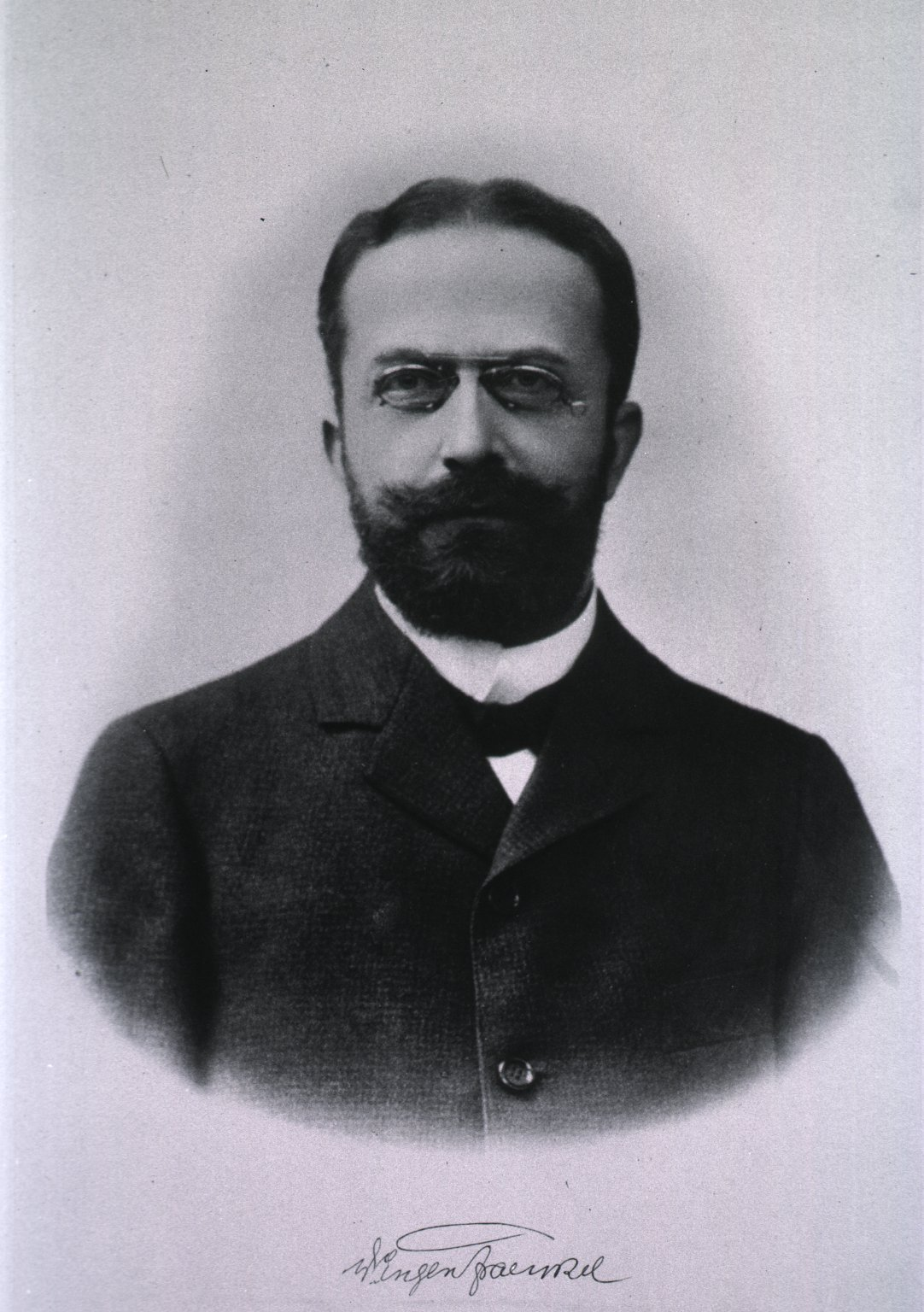
Eugen Fraenkel, um 1903

Eugen Fraenkel (* 28. September 1853 in Neustadt i. O.S.; † 20. Dezember 1925 in Hamburg) war ein deutscher Mediziner.

## Leben
Fraenkel arbeitete in Hamburg als Pathologe und Bakteriologe am Eppendorfer Krankenhaus, wo er den Gasbrandbazillus (Bacillus fraenkeli, später auf Clostridium perfringens umbenannt) 1892 entdeckte. Im selben Jahr entdeckte auch William Henry Welch den Gasbrandbazillus. Zu Beginn des 20. Jahrhunderts befasste er sich intensiv und erfolgreich mit der pathologischen und radiologischen Differenzierung von Spondylose und der von ihm Spondylarthritis ankylopoetica genannten anyklosierender Spondylitis. Mit Morris Simmonds begründete er ab 1904 die radiologische Diagnostik. Während des Ersten Weltkriegs diente er im deutschen Heer.
Eugen Fraenkel war mit Marie (geborene Deutsch, 1861–1944) verheiratet. Das Ehepaar hatte drei Kinder: Max Fraenkel (1882–1938), Hans Fraenkel (1888–1971) und Margarete Kuttner geborene Fraenkel (1884–1944). Hans verließ Deutschland, um als Ökonom und Journalist in der Schweiz zu arbeiten; seine Nachkommen leben in der Schweiz und Italien. Max, der Arzt in Hamburg war, beging unter dem Druck antisemitischer Schikane Suizid. Marie kam im Konzentrationslager Theresienstadt ums Leben, Margarete, die nach Berlin gezogen war, im November 1944 während der letzten Vergasungen in Auschwitz-Birkenau.

## Schriften
- Ueber Nierenveränderungen nach Schwefelsäurevergiftung. 1893 (Digitalisat)
- Über chronische ankylosierende Wirbelsäulenversteifung. In: Fortschr. Röntgenstr. Band 7, 1903/1904, S. 62 ff., und Band 11, 1907/1908, S. 171 ff.